# Леопольд фон Ранке
Ранке, Леопольд фон (нім. Leopold von Ranke; 21 грудня 1795, Віе, Тюрингія — 23 травня 1886, Берлін) — офіційний історіограф Пруссії (з 1841 р.), який розробив методологію сучасної історіографії, засновану на абсолютизації архівних джерел і прагненні до історизму. Ввів в академічну практику історичні семінари, з яких вийшло багато талановитих істориків.

## Біографія
Дитинство Ранке минуло в середовищі суворої лютеранської релігійності та консервативності. Батько Ранке був юристом, всі його нащадки — духовними особами.
Навчався в Дондорфській монастирській школі, потім Шульпфорті та в Лейпцизькому університеті.
Був членом Німецького археологічного інституту, Нідерландської королівської академії наук, членом-кореспондентом Санкт-Петербурзької академії наук.

## Праці
- Історія романських і германських народів з 1494 до 1535 р. (1824).
- Державці і народи Південної Європи в XVI—XVII ст.(1834—1836).
- Німецька історія в епоху реформації (1839—1847).
- Дванадцять книг прусської історії (1874).

## Учні
- Едуард Вінкельманн